# 劉坦
劉坦（りゅう たん、443年 - 504年）は、南朝斉から梁にかけての軍人。字は徳度。本貫は南陽郡安衆県。

## 経歴
西晋の鎮東将軍の劉喬の七世孫にあたる。斉の建元初年、南郡国常侍となった。まもなく孱陵県令に任じられ、南中郎録事参軍に転じた。
永元元年（499年）、南康王蕭宝融が荊州刺史となると、劉坦は西中郎中兵参軍に任じられた。永元2年（500年）、蕭衍が起兵すると、諮議参軍に転じた。和帝の朝廷は湘州の行政を担当する者を選ぼうとしたが、劉坦が湘州の人情は扱いが難しく、文人には任せられないといって、自分を売り込んだ。そこで輔国長史・長沙郡太守に任じられ、行湘州事をつとめた。
東昏侯蕭宝巻が派遣した安成郡内史の劉希祖が和帝の選んだ太守の范僧簡を平都で撃破し、湘州各地に檄文を飛ばした。始興郡内史の王僧粲が劉希祖に呼応した。邵陵郡の人々が内史の褚洊を追放し、営陽郡の周暉が起兵して始安郡を攻撃して、ともに王僧粲に呼応した。桂陽郡の邵曇弄・鄧道介も仲間を集めて王僧粲についた。王僧粲は自ら平西将軍・湘州刺史と号し、営陽郡の周舒を謀主として、建寧に駐屯した。このため湘州の諸郡は、ことごとく東昏侯側につき、臨湘県・湘陰県・瀏陽県・羅県だけが和帝側についた。湘州の人々は舟で逃走しようとしたので、劉坦は舟を集めて焼き、将軍の尹法略を派遣して王僧粲と対峙させた。前の湘州鎮軍の鍾玄紹が王僧粲に呼応し、数百人を集めて州城で起兵しようと計画した。劉坦はその計画を聞きつけると、知らないふりをして夜になっても城門を閉じず、鍾玄紹を惑わせた。鍾玄紹は起兵の決断を下せないまま翌朝を迎えると、劉坦のもとを訪れて城門を閉じなかった理由を訊ねた。劉坦は鍾玄紹を引き止めて長いあいだ語りあい、そのあいだに鍾玄紹の家を捜索させて証拠書類を押収させた。劉坦は報告を受けると、鍾玄紹を斬らせた。証拠書類を焼いて、鍾玄紹の仲間たちの罪は問わなかったので、州城は劉坦の下にまとまることができた。尹法略と王僧粲は数か月も対峙したが、蕭衍が建康城を落とし、湘州刺史の楊公則が州に入ると、王僧粲の一党は逃げ散った。
天監元年（502年）、劉坦は茘浦県子に封じられた。平西司馬・新興郡太守として出向した。天監3年（504年）、西中郎長史・蜀郡太守に転じ、行益州事をつとめることとなったが、赴任途中に死去した。享年は62。
子の劉泉が後を嗣いだ。

## 伝記資料
- 『梁書』巻19 列伝第13
- 『南史』巻50 列伝第40